# Ashi garami

Ashi garami.

Ashi garami (足緘 Ashigarami?) es una técnica de sumisión originaria del judo, cuyo objetivo es la pierna del oponente. Es considerada una de las 9 técnicas de constricción de la lista kansetsu-waza del kodokan judo, donde además es una de las cuatro técnicas prohibidas o kinshi-waza.

## Ejecución
El atacante (tori), situado ante del defensor (uke), sujeta con las manos sus brazos o las mangas de su gi, y se deja caer hacia atrás, tirando del uke para hacerlo inclinarse ante él. Desde esa posición, el tori pasa su pierna izquierda por detrás de la del uke y usa la otra pierna para separar la otra del uke, aprisionándola en su costado.
El ashi garami no es tanto una técnica en sí misma como un método de transición para una sumisión de pierna, ya que su objetivo es solamente desequilibrar al rival y asegurar su pierna a fin de pasar entonces a una llave como ashi hishigi, ashi dori garami o heel hook. Sin embargo, la torsión inherente de la pierna del uke al realizarse la técnica hace fácil que ocurra una torcedura fatal de la pierna sin necesidad de aplicar ninguna sumisión, de modo que el riesgo de lesión es alto incluso en las mejores circunstancias.